# Riksrådsforhandlingene
Riksrådforhandlingene var forhandlinger fra 13. juni til – 18. september 1940 mellem de tyske besættelsesmyndigheder og Stortingets præsident, efter at de sidste norske styrker indgik våbenhvile, og regeringen og kongehuset flygtede til London. Formålet med forhandlingerne var fra tysk side at fremskaffe en norsk regering, som kunne indgå en fredsaftale med Tyskland og styre landet under ledelse af besættelsesmagten.
Rigsrådet skulle erstatte Administrasjonsrådet. Tyskerne fremsatte en række krav, som blev godtaget af Stortingets præsident den 27. juni 1940. Kravene var:
- Kong Haakon skulle anmodes om træde tilbage eller afsættes, hvis han afslog.
- Elverumsfuldmagten, som gav London-regeringen ret til at handle på vegne af Stortinget, skulle tilbagekaldes. Og regeringen afsat.
- Stortinget skulle udnævne en ny regering med flere pro-tyske statsråder.

I juli forlod Quisling landet og Stortingets præsident skrev et brev til kongen, som svarede på det i en radioudsendelse fra BBC: han udtalte, at han ikke kunne medvirke til en ordning ”som strider mod Norges grundlov og som med magt søges påtvunget det norske folk”. Kongens nej var et af de få lyspunkter denne sommer, og blev en stærk inspiration i folkets modstand mod besættelsesmagten.
I Berlin havde Quisling mange støtter, som overtalte Hitler til at sende Quisling tilbage til Norge imod rigskommissær Josef Terbovens ønske. De norske forhandlerne gik også ind på disse krav, og efter flere afstemninger i september vedtog Stortinget aftalen med 92 mod 55 stemmer.
Stortinget slap med skammen, da forhandlingerne gik i stå den 18. september, efter at tyskerne forlangte fem NS-statsråder i regeringen. I en radiotale den 25. september forkyndte Terboven en dannelse af et kommisarisk råd med NS-statsråder under ledelse af Vidkun Quisling.